# Sharon (Massachusetts)
Sharon és una població dels Estats Units a l'estat de Massachusetts. Segons el cens del 2007 tenia 17.033 habitants.

## Demografia
Segons el cens del 2000, Sharon tenia 17.408 habitants, 5.934 habitatges, i 4.931 famílies. La densitat de població era de 288,3 habitants/km².
Dels 5.934 habitatges en un 45,3% hi vivien nens de menys de 18 anys, en un 74,8% hi vivien parelles casades, en un 6,6% dones solteres, i en un 16,9% no eren unitats familiars. En el 14,6% dels habitatges hi vivien persones soles el 7,7% de les quals corresponia a persones de 65 anys o més que vivien soles. El nombre mitjà de persones vivint en cada habitatge era de 2,92 i el nombre mitjà de persones que vivien en cada família era de 3,25.
Per edats la població es repartia de la següent manera: un 30,2% tenia menys de 18 anys, un 4% entre 18 i 24, un 26,5% entre 25 i 44, un 28,4% de 45 a 60 i un 10,9% 65 anys o més.
L'edat mediana era de 40 anys. Per cada 100 dones de 18 o més anys hi havia 90,3 homes.
La renda mediana per habitatge era de 89.256 $ i la renda mediana per família de 99.015$. Els homes tenien una renda mediana de 70.563 $ mentre que les dones 46.774$. La renda per capita de la població era de 41.323$. Entorn del 2,1% de les famílies i el 3% de la població estaven per davall del llindar de pobresa.